# Elementární proud
Elementární proud (anglicky elementary stream, ES) definovaný komunikačním protokolem MPEG je obvykle výstupem audio kodéru nebo video kodéru. Obsahuje pouze jediný druh dat (například audio, video nebo skryté titulky). O elementární proud se často mluví jako o „datovém“, „audio“ nebo „video“ bitovém proudu. Formát elementárního proudu závisí na kodeku nebo na datech proudem přenášených, ale často nese společnou hlavička, když je paketizován do paketizovaného elementárního proudu.

## Hlavička elementárního proudu pro MPEG-2 video
| Jméno pole                        | Počet bitů  | Popis |
| --------------------------------- | ----------- | --- |
| Úvodní kód                        | 32          | 0x000001B3 |
| Horizontální velikost             | 12          | |
| Vertikální velikost               | 12          | |
| Poměr stran obrazu                | 4           | |
| Kód snímkové frekvence            | 4           | |
| Bitová přenosová rychlost         | 18          | Skutečná přenosová rychlost = přenosová rychlost × 400, zaokrouhleno nahoru. Pro proměnnou přenosovou rychlost se používá 0x3FFFF. |
| Značkový bit                      | 1           | Vždy 1. |
| VBV velikost bufferu              | 10          | Velikost video buffer verifier = 16×1024×vbv velikost bufferu                                                                      |
| Příznak omezených parametrů       | 1           | |
| Načíst intrakvantizační matici    | 1           | Pokud je bit nastaven, pak následuje intrakvantizační matice, jinak jsou použity implicitní hodnoty.                               |
| Intrakvantizační matice           | 0 nebo 64×8 | |
| Načíst ne-intrakvantizační matici | 1           | Pokud s nastaveným bitem pak následuje ne-intrakvantizační matice                                                                  |
| Ne-intra intrakvantizační matice  | 0 nebo 64×8 | |

## Obecná struktura elementárního proudu pro MPEG-1 audio
Digitalizovaný zvukový signál je rozdělen na bloky 384 vzorků v Layer I a 1152 vzorků v Layer II a III. Blok zvukových vzorků je zakódovaný v audiorámci:
- hlavička
- kontrolní součet
- audio data
- pomocná/doplňková data

Hlavička rámce obsahuje obecné informace např. MPEG Layer, vzorkovací frekvenci, počet kanálů, zda je rámec chráněn CRC, zda je zvuk původní:
| Jméno pole                | Počet bitů | Popis                                                                  |
| ------------------------- | ---------- | ---------------------------------------------------------------------- |
| Synchronizační slovo      | 12         | 0xFFF                                                                  |
| ID                        | 1          | '1'=mpeg1 '0'=mpeg2                                                    |
| Vrstva                    | 2          | '11'=1 '10'=2 '01'=3                                                   |
| Žádná ochrana             | 1          | '0'=Chráněno pomocí CRC (za hlavičkou je 16bitový CRC) '1'= nechráněno |
| Index přenosové rychlosti | 4          |                                                                        |
| Vzorkovací frekvence      | 2          | kHz '00'=44.1 '01'=48 '10'=32                                          |
| Výplňkový                 | 1          |                                                                        |
| Soukromý                  | 1          |                                                                        |
| Režim                     | 2          | '00'=stereo '01'=sdružené stereo '10'=duální kanál '11'=jediný kanál   |
| Rozšíření režimu          | 2          |                                                                        |
| autorská práva            | 1          | 0=žádný 1=ano                                                          |
| Původní nebo kopie        | 1          | 0=kopie 1=původní                                                      |
| Zvýraznění                | 2          |                                                                        |

Přestože většina těchto informací může být stejná pro všechny rámce, MPEG rozhodl, že je třeba dávat každému audio rámci tuto hlavičku, aby se zjednodušila synchronizace a editace bitového proudu.